# Trachyzelotes pedestris
Genre
Espèce
Synonymes
- Melanophora pedestris C. L. Koch, 1837

Trachyzelotes pedestris, unique représentant du genre Trachyzelotes, est une espèce d'araignées aranéomorphes de la famille des Gnaphosidae.

## Distribution
Cette espèce se rencontre en Europe, en Turquie et en Iran.

## Description
Les mâles mesurent de 4,5 à 6 mm et les femelles de 6,6 à 9,4 mm

## Publications originales
- C. L. Koch, 1837 : Übersicht des Arachnidensystems. Nürnberg, vol. 1, p. 1-39 (texte intégral).
- Lohmander, 1944 : « Vorläufige Spinnennotizen. » Arkiv för Zoologi, sér. A, vol. 35, no 16, p. 1-21.